# Израильско-суданский мирный договор
Израильско-суданский мирный договор — договор о нормализации отношений между Израилем и Суданом, о заключении которого объявил президент США Дональд Трамп 23 октября 2020 года.
Судан стал пятой арабской страной, заключившей мирный договор с Израилем (после Египта, Иордании, ОАЭ и Бахрейна) и третьей, сделавшей это в 2020 году (после ОАЭ и Бахрейна). В отличие от никогда не воевавших с Израилем ОАЭ и Бахрейна, Судан посылал свои войска сражаться против израильтян в крупных военных кампаниях и считал Израиль вражеским государством.

## Предпосылки
В Хартуме на собрании Лиги Арабских Государств 1967 году был озвучен принцип «трёх нет»: нет миру с Израилем, нет признанию еврейского государства, нет переговорам с Иерусалимом.
В 1990-е годы в Судане располагалась одна из основных баз Аль-Каиды, а в Хартуме проживал её лидер Усама бен Ладен. Правительство США возложило вину на суданское правительство после взрывов посольств США в Африке в 1998 году. После подписания соглашения о нормализации отношений с Израилем и выплаты компенсаций семьям погибших, США вычеркнули эту африканскую страну из списка стран-спонсоров терроризма.

## История
23 октября 2020 года состоялась телефонная беседа лидеров Израиля, Судана и США: премьера Биньямина Нетаньяху, главы Суверенного совета Абделя Фаттаха аль-Бурхана и премьер-министра Абдаллы Хамдука, а также президента США Дональда Трампа. Последний выступал посредником на переговорах. По её итогам лидеры стран объявили о достижении соглашения по нормализации отношений между Суданом и Израилем.
15 ноября израильская делегация вылетела в Хартум для переговоров относительно деталей соглашения о нормализации отношений. В её состав вошли представители Совета национальной безопасности и министерства иностранных дел Израиля.
6 января 2021 года в Хартуме Судан и США подписали договор, согласно которому Судан присоединяется к т. н. «Соглашениям Авраама» и заключает мирный договор с Израилем. Одно из условий сделки было выполнено 14 декабря 2020 года: в этот день вступило в силу решение США об исключении Судана из списка стран-спонсоров терроризма. С суданской стороны документ подписал министр юстиции Насер ад-Дин Абд аль-Бари, а с американской — министр финансов Стивен Мнучин.
В сентябре 2021 года глава МИД Судана Марьям ас-Садик аль-Махди заявила, что «нормализация отношений с Израилем не стоит на повестке дня». При этом Судан так и не подписал соглашение о нормализации с Израилем к указанному времени. Судан принял закон об отмене бойкота Израиля, однако, по словам главы МИД, соглашение о нормализации должно быть ратифицировано парламентом, который до сих пор не создан.

## Правовой статус соглашения
В 2019 году в Судане произошёл военный переворот, в результате которого президент страны Омар аль-Башир, занимавший этот пост около 30 лет, был отстранён от должности. К власти в стране пришло переходное правительство, состоящее из гражданского управляющего и военного командования. По заявлению главы МИД Омара Гамарелдина «это соглашение [призывающее] к нормализации; не непосредственно нормализация». Переходное правительство работает над тем, чтобы демократические институты функционировали, включая законодательную власть. Новоизбранное правительство будет иметь полномочия подписать подобный договор.

## Реакция других стран
- США: Президент Дональд Трамп, объявив о достижении соглашения, назвал его «ещё одним большим шагом к строительству мира на Ближнем Востоке с еще одной страной, присоединяющейся к Авраамским соглашениям»[13].
- ОАЭ: приветствовали заключение соглашения, назвав шаг «важным шагом к развитию безопасности и процветанию региона»[14].
- Судан: В самом Судане прозвучали мнения о том, что подписание соглашения с Израилем поставит под угрозу власть переходного правительства Судана, хрупкой коалиции гражданских и военных лидеров[15].

## Соглашения и сотрудничество

### Экономика, торговля и финансы
В рамках соглашения о нормализации отношений будет подписан договор об экономическом и торговом сотрудничестве, а также о сотрудничестве в сфере сельского хозяйства и авиации.

### Нелегальная миграция
В рамках заключенного соглашения на родину будут возвращены нелегальные мигранты, находящиеся в Израиле. Этот вопрос будет обсуждаться на двусторонней встрече в Хартуме, которая уже планируется.
В январе 2021 года израильский МВД подтвердил, что переговоры о возвращении на родину нелегальных суданских мигрантов действительно ведутся. Вместе с тем, принудительная депортация не планируется: в Судан смогут вернуться те его граждане, которые добровольно выразят желание это сделать.
По заявлению директора Управления иммиграции и народонаселения, профессора Шломо Мор-Йосефа, в Израиле будет запущен государственный проект по профессиональной подготовке соискателей убежища из Судана. Программа профподготовки организована Управлением иммиграции и народонаселения совместно с Советом национальной безопасности, министерством юстиции и верховным комиссариатом ООН по делам беженцев. На январь 2021 года в Израиле проживали около 6000 суданцев.

## Компенсации и денежные выплаты
По итогам договорённостей суданское правительство выплачивает $335 млн семьям американцев, погибших при взрывах посольств в Африке в 1998 году.
Суданское правительство внесёт организацию «Хизбалла» в список террористических организаций.

## Последствия
14 декабря 2020 года вступило в силу решение правительства США об исключении Судана из списка стран-спонсоров терроризма (включён в список в 1993 году).